# 142
142 (CXLII, na numeração romana) foi um ano comum do século II do Calendário Juliano, da Era de Cristo, e a sua letra dominical foi A (52 semanas), teve início a um domingo e terminou também a um domingo.
| Ano completo                    |
| ------------------------------- |
| Ano comum com início ao domingo |

## Eventos
- Wei Boyang, nótavel taoísta e alquimista chinês, escreveria seu famoso livro O Parentesco dos Três.